# 羅摩衍那：羅摩王子的傳說
《羅摩衍那：羅摩王子的傳說》（日语：ラーマーヤナ ラーマ王子伝説）是一部於1993年由日本和印度共同製作的動畫電影，由酒向雄豪擔任製片與導演，改編自印度史詩《羅摩衍那》。該片由佐佐木晃一與拉姆·莫漢共同執導，音樂由范拉吉·巴蒂亞負責。
電影最初於第24屆印度國際影展上首映，隨後於1993年溫哥華國際電影節上放映。此後，電影的印地語配音版本於1990年代後期推出。

## 劇情大綱
阿逾陀國王達薩拉陀因第三位妻子凱凱依根據他曾允諾的恩賜要求，將羅摩王子流放十四年。羅摩與弟弟拉克什曼及妻子悉多離開阿逾陀，開始在纳西克的森林中展開新生活。然而，蘭卡的魔王羅波那為了替妹妹書爾帕納卡報仇，綁架了悉多。羅摩與拉克什曼在發現悉多失蹤後，踏上了營救她的旅程。
旅途途中，眾人遇見了巨鳥賈塔尤，得知悉多被羅波那綁架的消息。隨後，他們結識了哈奴曼與基什金達國王蘇格利瓦，並請求這支由森林居民「瓦那拉」組成的軍隊協助。瓦那拉通常被描繪為類人猿或類似人類的存在。羅摩等人透過賈塔尤的兄長桑帕提得知羅波那的居所位於蘭卡。隨後，羅摩率領軍隊進攻蘭卡，擊敗羅波那的部隊，成功救回悉多。
最終，羅摩與人民一起返回阿逾陀，受到居民的熱烈歡迎。

## 配音員

### 英語版
- 尼基爾·卡普爾（Nikhil Kapoor）飾 羅摩
- 拉埃爾·帕達姆西（Rael Padamsee）飾 悉多
- 烏代·馬森（Uday Mathan）飾 罗波那
- 米沙爾·瓦爾馬（Mishal Varma）飾 羅什曼那
- 諾埃爾·戈丁（Noel Godin）飾 哈奴曼
- 布爾布爾·穆克吉（Bulbul Mukherjee）飾 十車王
- 瑪杜利卡·瓦爾馬（Madhulika Varma）飾 吉迦伊
- 拉胡尔·玻色 飾 婆羅多
- 珀爾·帕達姆西（英语：Pearl Padamsee） 飾 曼塔拉（英语：Manthara）
- 巴爾加瓦·克里希納（Bhargava Krishna）飾 群毗舍那（英语：Kumbhakarna）
- 沙古夫塔·賈夫里（Shagufta Jaffrey）飾 書爾帕納卡（英语：Shurpanakha）
- 易索·維文·馬修（Easo Vivin Mathew）飾 因陀羅耆特
- 丹齊爾·史密斯（英语：Denzil Smith） 飾 須羯哩婆
- 賽勒斯·布羅查（英语：Cyrus Broacha） 飾 昂伽陀（英语：Angada）

此外，多多·布胡瓦拉（Dodo Bhujwala）、羅漢·亞瑟（Rohan Arthur）、阿維·施羅夫（Avi Shroff）、阿卡什·夏爾馬（Akash Sharma S）、薩洛梅·帕里克（Salome Parikh）、法里德·薩布恩奇（Farid Saboonchi）和利亞·梅赫塔（Leeya Mehta）擔任該版本的其他聲音。

### 印地語版
- 沙特魯甘·辛哈（英语：Shatrughan Sinha） 擔任旁白
- 阿倫·戈維爾 飾 羅摩
- 南姆拉塔·索尼（Namrata Sawhney）飾 悉多
- 夏克提·辛格（英语：Shakti Singh） 飾 拉克什曼
- 阿達什·高塔姆（Adarsh Gautam）飾 婆羅多
- 迪利普·辛哈（Dilip Sinha）飾 哈奴曼
- 亞姆列殊·普利 飾 羅波那
- 哈吉特·瓦利亞（Harjeet Walia）飾 達薩拉陀
- 薩瓦（Sava）飾 凱凱依
- 曼茱·巴蒂亞（Manju Bhatia）飾 曼塔拉
- 拉克什·維杜亞（Rakesh Vidua）飾 賈塔尤
- 烏梅什·夏爾馬（Umesh Sharma）飾 贊巴萬
- 拉吉·喬希（Raj Joshi）飾 蘇格利瓦
- 普拉迪普·舒克拉（Pradeep Shukla）飾 群毗舍那

## 製作
1983年，在製作關於印度普拉亚格拉吉附近由B·B·拉爾博士進行的考古挖掘紀錄片《羅摩衍那遺跡》時，酒向雄豪了解到《羅摩衍那》的故事。他對這個故事產生了濃厚的興趣，隨後進一步研究該主題，並閱讀了10個日語版本的《羅摩衍那》。在閱讀過後，他萌生了將其改編為動畫的想法，因為他認為真人電影無法真實呈現《羅摩衍那》的精髓。他表示：「由於羅摩是神明，我認為用動畫來表現他比用演員更加合適。」
1983年4月25日，《印度快報》刊登了一篇有關酒向紀錄片《羅摩衍那遺跡》的文章。不久之後，日本駐德里的大使館收到了一封由印度毗濕婆印度教議會發出的抗議信。信中基於誤解表示，外國人不應隨意將《羅摩衍那》拍成電影，因為它是印度的重要民族遺產。在澄清誤解後，酒向向VHP和印度政府提出製作動畫版《羅摩衍那》的構想。他解釋道，動畫在日本是一種嚴肅的藝術形式，這部作品可以幫助將《羅摩衍那》介紹給更廣泛的國際觀眾。起初，政府同意了這項提案，但後來又拒絕了雙邊合作的提議，理由是《羅摩衍那》是一個極為敏感的題材，不應被描繪為「卡通」。此外，該電影的製作正值阿約提亞爭議的高峰期，這更增添了爭議，導致在印度製作的可能性破滅。不過，印度政府或任何宗教團體並未禁止或反對該電影的製作和發行。
在缺乏支持的情況下，該電影最終決定由日本全額籌集製作資金，並由兩國藝術家共同參與製作。TEM公司出資支持了電影製作，並成立了全新的製作工作室「日本羅摩衍那電影公司」。主要的動畫製作於1990年展開，共有450名藝術家參與製作。印度動畫師為日本團隊提供了指導，幫助他們準確地描繪影片中的印度習俗與傳統，例如如何穿著腰布（Dhotis）以及孩子如何向長輩接受祝福。

## 音樂
原始英文版（用梵文演唱）和印地語配音版本（用印地語演唱）有不同的歌曲，如下所示：
| 英語版 (Sanskrit track listing) | 英語版 (Sanskrit track listing) | 英語版 (Sanskrit track listing)     |
| 曲序                            | 曲目                            | 歌手                                |
| ------------------------------- | ------------------------------- | ----------------------------------- |
| 1.                              | Panchvati Man Bhavan Upwan      | 卡維塔·克里希那穆提                 |
| 2.                              | Janani Main Ramdoot Hanuman     | 維諾德·拉托德                       |
| 3.                              | Nirjhar Jal                     | 蘇雷什·瓦德卡 & 卡維塔·克里希那穆提 |
| 4.                              | Shri Raghuvar Ki Vanar Sena     | 合唱                                |
| 5.                              | Jai Lankeshwar                  | 合唱                                |

| 印地語版 (Hindi track listing) | 印地語版 (Hindi track listing) | 印地語版 (Hindi track listing) |
| 曲序                           | 曲目                           | 歌手                           |
| ------------------------------ | ------------------------------ | ------------------------------ |
| 1.                             | Sumiran Karle Mannwa           | 卡維塔·克里希那穆提            |
| 2.                             | Panchvati Man Bhavan Upwan     | 薩達納·薩爾山                  |
| 3.                             | Janani Main Rama Doot Hanuman  | 烏迪特·納拉揚                  |
| 4.                             | Ashru Nayan Se                 | 哈里哈蘭 & 卡維塔·克里希那穆提 |
| 5.                             | Shri Raghuvar Ki Vaanar Sena   | 合唱                           |
| 6.                             | Jai Lankeshwar                 | 合唱                           |
| 7.                             | Ram Bolo                       | 錢尼·辛格                      |

## 發行
《羅摩衍那：羅摩王子的傳說》的原版英文版本配有梵語歌曲，由日本與印度的團隊共同製作，首次於1993年1月10日至20日舉行的第24屆印度國際電影節於新德里上映。同年，該片也在1993年溫哥華國際電影節上放映。
印地語配音版本於1990年代末期推出。曾在1987年電視劇《羅摩衍那》中飾演羅摩的阿倫·高維爾（Arun Govil）在這一版本中為羅摩王子配音。
該電影最初以慶祝「日本與印度建交40週年」為名進行發行。全印度的發行由卡茂爾·哈桑、拉詹·萊爾 (Rajan Lall)和Shringar Films負責。由於電影發行時正值羅摩出生地運動的高峰，該片引發了不少爭議，因此未能在印度大規模上映。不過，1997年4月該片在印度部分地區有限上映，並於1997年11月3日在日本東京國際奇幻電影節上映，同月10日在橫濱地標大廳放映。此後，該片多次在印度的電視頻道如卡通頻道和Pogo頻播，並發行了DVD版本。 該片曾是2000年義大利盧卡動畫電影節的開幕影片，也是英國卡迪夫動畫電影節的亮點單元之一。
2006年印度電視台播出後，官方活動暫停。然而，該片於2018年9月1日至2019年9月30日在橫濱迷你影院Cinema Novecento以35毫米膠片再次放映，並於2020年1月10日在東京外國語大學的活動中放映。

### 4K修復
2020年，動畫製作公司Doga Kobo的聯合創始人、該片製作總監與關鍵動畫師石黑育訪問印度，向影迷介紹動畫製作過程並推廣修復項目，該活動由AIMAP與日本基金會合作舉辦。 此行以2020年2月11日在孟買舉行的已故動畫師拉姆·莫漢回顧活動為開端，並陸續在孟買、艾哈邁達巴德、甘地讷格尔、帕蘭普爾、那格浦爾、班加羅爾、金奈與新德里等地展開交流活動，持續至2月26日。此外，擔任本片助理製作人並隸屬TEM公司的吉居憲治也參與回顧活動，並宣布TEM將數位修復該作品並重新發行。
2021年12月，官方網站上宣布該片將以數位修復版本重新推出。
2022年標示印度與日本建交70週年紀念年。為此，數位4K修復版本在印度舉行的第5屆日本電影節上首次亮相，並與其他10部影片一同展映。 該片執行製作人松岡環和助理製作人吉井健司於2022年5月日本首相訪問期間，會見了印度總理莫迪並告知電影修復版本的發行計畫。
數位4K修復版後於各國舉行特別放映活動：
- 2022年3月4日至7日，日本電影節（新德里）[27]
- 2022年5月31日，第70屆孟買國際電影節（英语：Mumbai_International_Film_Festival）[28]
- 2022年10月6日，錫切斯電影節[29]
- 2022年10月23日，Animation Is Film（由GKIDS（英语：GKIDS）、安錫國際動畫影展和好莱坞《綜藝》合作舉辦）[30]
- 2023年1月20日，日本協會（英语：Japan_Society_(Manhattan)）（紐約）[31]
- 2023年6月25日至26日，溫哥華國際電影節[32][33]
- 2023年7月15日與8月10日，ANIMIX動畫節（以色列特拉維夫）[34][35]
- 2023年8月5日，幻想曲國際電影節（英语：Fantasia_International_Film_Festival）（加拿大蒙特利爾）[36]
- 2022年至2023年間，於日本多個城市巡演。[37]
- 2023年，倫敦中央的查爾斯王子戲院放映兩場，放映活動由該片的支持者拉維·斯瓦米（Ravi Swami）策劃。[38]

2023年9月19日，由Geek Pictures發行的新印地語、泰米爾語與泰盧固語版本宣布上映，V. Vijayendra Prasad擔任創意總監。4K修復版的新舊英語配音版本原計劃於印度多地上映，但上映日期推遲，目前定於2025年1月24日正式上映。

## 評價
在溫哥華國際電影節上放映時，電影節導演艾倫·弗拉尼（Alan Franey）稱這部電影「非同尋常」，並評論說：「背景製作精美細緻，而前景中的角色像是印度版的迪士尼風格，擁有一雙大而水靈的眼睛。」
然而，《綜藝》雜誌的肯·艾斯納（Ken Eisner）在1993年的評論中對這部電影持批評態度，認為影片「節奏過於緊湊」，並且「甚至看起來都不是很出色」。 而《今日印度》的瑪杜·賈因（Madhu Jain）則稱其為「一部迷人的電影，儘管有一些小錯誤」。她幽默地寫道：「悉多看起來像穿著藏紅花色紗麗的白雪公主，而羅摩皮膚雪白，行禮和動作都像一名武士。讓人感覺他隨時都會說『再見』（さようなら）。

## 海外發行版本
在美國，這部電影以《光之王子：羅摩衍那的傳說》（The Prince of Light: The Legend of Ramayana）或《戰士王子》（Warrior Prince）的名字發行，由克里希納沙阿和Showcase Entertainment製作發行。
這一版本採用了更本地化的英語配音，旁白由詹姆斯·厄爾·瓊斯擔任，羅摩由布莱恩·科兰斯顿配音，並加入了艾倫·霍沃斯的額外音樂，影片長度縮短為90分鐘。此版本於2001年11月9日上映。
羅伯特·科勒（Robert Koehler）為《綜藝》撰寫的評論對其也頗為批評，稱這部電影是「一個有趣但簡化的文學改編與明顯二流水準的動畫技術的奇怪融合」。他也批評說，「顯然是美國風格的配音選擇和導演方式，與這部五千年歷史的印度背景完全不搭調。」
儘管如此，這部電影在聖塔克拉麗塔國際家庭電影節上獲得了「年度最佳動畫電影獎」。在2001年，电影艺术与科学学院新增了「最佳動畫長片」類別，《羅摩衍那》成為了九部符合提名資格的影片之一，但最終未能獲得提名。

### 配音陣容
- 布莱恩·科兰斯顿－羅摩
- 艾迪·米爾曼（英语：Edie Mirman） －悉多
- 湯姆·維納（Tom Wyner）－羅波那
- 理查德·坎西諾（英语：Richard Cansino）－拉克什曼
- 麥可·索里奇（英语：Michael Sorich）－哈奴曼
- 麥克·雷諾茲（英语：Mike Reynolds）－達沙拉他
- 東尼·波普（英语：Tony Pope）－毘濕瓦密多
- 瑪麗‧德文（英语：瑪麗‧德文） －凱凱伊
- 西蒙‧普雷斯科特（英语：西蒙‧普雷斯科特） －昆巴卡納
- 芭芭拉‧古德森（英语：Barbara Goodson）－修羅般那卡
- 寇克‧桑頓（英语：Kirk Thornton）－因陀羅吉特
- 史蒂夫布倫（英语：Steve Bulen）－須羯哩婆
- 艾迪‧弗雷爾森（英语：Eddie Frierson）—昂伽達

## 外部連結
- 官方网站
- Official Website of "The Prince of Light" – Archive.org (The site was closed in 2009.)
- Yugo Sako's Ramayan Odyssey at Beliefnet（英语：Beliefnet）
- 互联网电影数据库（IMDb）上《Ramayana: The Legend of Prince Rama》的资料（英文）
- "The Prince of Light" at IMDb – Archive.org
- Prince of Light at Academy of Motion Picture Arts And Sciences database